# Michael Castro
Michael Castro (Quito, Ecuador, 15 de julio de 1989) es un futbolista ecuatoriano que juega de defensa, es hermano menor de "El Soldadito" Carlos Castro.

## Selección nacional

### Categorías inferiores

#### Participaciones en Sudamericanos
| Campeonato                            | Sede   | Resultado    | Partidos | Goles |
| ------------------------------------- | ------ | ------------ | -------- | ----- |
| Juegos Panamericanos Guadalajara 2011 | México | Primera fase | 1        | 0     |

## Clubes
| Club                  | País    | Año       |
| --------------------- | ------- | --------- |
| S. D. Quito           | Ecuador | 2004-2015 |
| Club Deportivo Espoli | Ecuador | 2016      |
| Delfín S. C.          | Ecuador | 2016      |
| Técnico Universitario | Ecuador | 2018      |
| Quiteños FC           | Ecuador | 2019      |
| América de Quito      | Ecuador | 2020      |
| S. D. Quito           | Ecuador | 2022      |

## Selección nacional
Ha sido internacional con la selección de Ecuador Sub-20 que compitió en el Campeonato Sudamericano de 2009 disputado en Venezuela, fue compañero de Juan Anangonó, Joao Rojas, Jefferson Montero, Marlon de Jesús, Fidel Martínez, Marcos Caicedo, entre otros.
Campeón Panamericano .

## Palmarés
| Título             | Club            | País    | Año  |
| ------------------ | --------------- | ------- | ---- |
| Serie A de Ecuador | Deportivo Quito | Ecuador | 2008 |
| Serie A de Ecuador | Deportivo Quito | Ecuador | 2009 |
| Serie A de Ecuador | Deportivo Quito | Ecuador | 2011 |